# Galeri
Galeri – wieś w Rumunii, w okręgu Bacău, w gminie Horgești. W 2011 roku liczyła 244 mieszkańców.